# Zdraví pro všechny
Zdraví pro všechny (HFA) je zdravotní cíl, který stanovila skupina lékařů, kteří pracovali v primární zdravotní péči ve venkovských oblastech Číny, Indie a Afriky. Prohlášení z Alma-Aty spojilo zásady veřejného zdraví.

## Definice
Halfdan Mahler, generální ředitel WHO (1973–1983), definoval Zdraví pro všechny v roce 1981 následovně:
Zdraví pro všechny znamená, že zdraví má být v dosahu každého v dané zemi. „Zdravím“ se míní osobní blahobyt, nejen dostupnost zdravotnických služeb - zdravotní stav, který člověku umožňuje vést sociálně a ekonomicky produktivní život. Zdraví pro všechny znamená odstranění zdravotních překážek – tedy odstranění podvýživy, nevědomosti, kontaminované pitné vody a nehygienického bydlení – stejně jako řešení čistě zdravotních problémů, jako je nedostatek lékařů, nemocniční postele, léky a vakcíny.
- Zdraví pro všechny znamená, že zdraví by mělo být považováno za cíl ekonomického rozvoje, nikoli pouze za jeden z prostředků k jeho dosažení.
- Zdraví pro všechny vyžaduje v konečném důsledku gramotnost pro všechny. Dokud se to nestane realitou, vyžaduje to přinejmenším začátek pochopení toho, co zdraví znamená pro každého jednotlivce.
- Zdraví pro všechny závisí na pokračujícím pokroku v lékařské péči a veřejném zdraví. Zdravotnické služby musí být přístupné všem prostřednictvím primární zdravotní péče, ve které je v každé vesnici k dispozici základní lékařská pomoc, podporovaná doporučujícími službami specializovanější péče. Imunizace musí obdobně dosáhnout univerzálního pokrytí.
- Zdraví pro všechny je tedy holistický koncept volající po úsilí v zemědělství, průmyslu, vzdělávání, bydlení a komunikacích, stejně jako v medicíně a veřejném zdraví. Samotná lékařská péče nemůže přinést zdraví v chatkách. Zdraví těchto lidí vyžaduje zcela nový způsob života a nové příležitosti k zajištění vyšší životní úrovně.

Přijetí programu Zdraví pro všechny vládou znamená závazek podporovat pokrok všech občanů na široké frontě rozvoje a rozhodnutí povzbudit jednotlivé občany k dosažení vyšší kvality života.
Míra pokroku bude záviset na politické vůli. Světové zdravotnické shromáždění je přesvědčeno, že vzhledem k vysoké míře odhodlání bude možné dosáhnout programu Zdraví pro všechny do roku 2000. Toto cílové datum je výzvou pro všechny členské státy WHO.

Základem strategie Zdraví pro všechny je primární zdravotní péče.

O dvě desetiletí později generální ředitel WHO Lee Jong-wook (2003–2006) znovu potvrdil koncept ve zprávě World Health Report 2003:

Zdraví pro všechny se stalo sloganem hnutí. Nebyl to jen ideální, ale organizační princip: každý potřebuje a má nárok na nejvyšší možnou úroveň zdraví. Zásady zůstávají nepostradatelné pro soudržnou vizi globálního zdraví. Přeměna této vize na realitu vyžaduje vyjasnění jak možností, tak překážek, které zpomalily a v některých případech zvrátily pokrok směrem ke splnění zdravotních potřeb všech lidí. Nyní máme skutečnou příležitost dosáhnout pokroku, který bude znamenat delší a zdravější život milionů lidí, přeměnit zoufalství na realistickou naději a položit základy pro zlepšení zdraví pro příští generace.